# Cinco Covas no Egito
Five Graves to Cairo (pt/br: Cinco Covas no Egito) é um filme estadunidense de 1943, do gênero drama de guerra, dirigido por Billy Wilder, com roteiro baseado em peça de teatro de Lajos Biró, trilha sonora de Miklós Rózsa e figurino de Edith Head.

## Sinopse
Em 1942, o exército inglês retira-se diante de Rommel que sai vitorioso, deixando um único sobrevivente na fronteira com o Egipto, John J. Bramble, um militar que se refugia num hotel situado num oásis no deserto do Saara, que se tornou o quartel-general alemão.
Para não morrer, Bramble assume uma identidade que é perigosa, pois o novo hóspede é Rommel, que tem como estratégia algo chamado de "cinco sepulturas". O destino da Inglaterra no Egito depende deste militar descobrir qual é o segredo que Rommel esconde.

## Elenco
- Franchot Tone .... cabo John J. Bramble
- Anne Baxter .... Mouche
- Akim Tamiroff .... Farid
- Fortunio Bonanova .... general Sebastiano
- Peter van Eyck .... tenente Schwegler
- Erich von Stroheim .... general Erwin Rommel

## Principais prêmios e nomeações
- Recebeu três nomeações ao Oscar, nas categorias de melhor direção de arte, melhor fotografia - preto e branco e melhor edição.